# Timothé Rupil
Timothé Rupil (12 de junio de 2003) es un futbolista luxemburgués, nacionalizado montenegrino, que juega en la demarcación de centrocampista para el F. C. Schalke 04 II de la Regionalliga West.

## Selección nacional
Tras jugar con la selección de fútbol sub-17 de Luxemburgo y la sub-21 finalmente debutó con la selección de fútbol de Luxemburgo el 7 de octubre de 2020. Lo hizo en un partido amistoso contra Liechtenstein que finalizó con un resultado de 1-2 a favor del combinado liechtensteiniano tras el gol de Gerson Rodrigues para Luxemburgo, y de Fabio Wolfinger y Nicolas Hasler para Liechtenstein.

## Clubes
| Club                | País     | Año       | Partidos | Goles |
| ------------------- | -------- | --------- | -------- | ----- |
| 1. FSV Mainz 05 II  | Alemania | 2021-2024 | 50       | 7     |
| F. C. Schalke 04 II | Alemania | 2024-     | 13       | 2     |